# 우즈베키스탄의 코로나19 범유행
다음은 우즈베키스탄의 코로나19 범유행 현황에 대한 설명이다.
2019~20년 코로나바이러스 대유행은 2020년 3월 15일 첫 사례가 확인되면서 우즈베키스탄으로 확산된 것으로 확인됐다. 이 사건은 프랑스에서 돌아온 우즈베키스탄 시민이다. 우즈베키스탄 보건부는 피해자와 접촉한 사람들의 명단을 갖고 있으며, 이들을 격리할 계획이다. 이 사건이 발표된 뒤 카자흐스탄 대통령 카심조마르트 토카예프는 카자흐스탄에 비상사태를 선포하고 우즈베키스탄과의 국경을 즉각 폐쇄했다. 첫 코로나바이러스 발생 이틀 전, 우즈베키스탄은 프랑스, 스페인, 영국행 비행을 중단했다. 우즈베키스탄은 2020년 3월 22일 타슈켄트 내 기업들에게 원격근무와 함께 보호마스크 의무화를 지시했다. 2020년 3월 27일, 72세 여성으로 전국에서 첫 사망이 보고되었다.
4월 7일 현재 확진자는 397명, 회복자는 30명, 사망자는 2명이다.

## 배경
세계보건기구(WHO)는 12일 2019년 12월 31일 처음 WHO의 주목을 받았던 중화인민공화국 후베이성 우한시의 한 집단에서 신종 코로나바이러스가 호흡기 질환의 원인임을 확인했다. 이 군단은 처음에 우한화난수산물도매시장과 연결되어 있었다. 그러나 실험실 확정 결과가 나온 그 첫 사례들 중 일부는 시장과 연관성이 없었고, 전염병의 근원은 알려져 있지 않다.
2003년 사스와 달리 COVID-19의 경우 치명률은 훨씬 낮았지만, 총 사망자 수가 상당할 정도로 감염 경로는 훨씬 더 컸다. COVID-19는 전형적으로 약 7일 정도의 독감과 유사한 증상을 보이며, 그 후 일부 사람들은 병원에 입원해야 하는 바이러스성 폐렴의 증상으로 발전한다. 3월 19일부터 COVID-19는 더 이상 "높은 결과 감염병"으로 분류되지 않았다.

## 같이 보기
- 아시아의 코로나19 범유행